# Chaetapodacra griseotomentosa
Chaetapodacra griseotomentosa är en tvåvingeart som först beskrevs av Boris Borisovitsch Rohdendorf 1925.  Chaetapodacra griseotomentosa ingår i släktet Chaetapodacra och familjen köttflugor.
Artens utbredningsområde är Uzbekistan. Inga underarter finns listade i Catalogue of Life.